# Exochus
Exochus is een geslacht van insecten dat behoort tot de orde vliesvleugeligen (Hymenoptera) en de familie van de gewone sluipwespen (Ichneumonidae).

## Soorten
- E. abdominalis (Tolkanitz, 2003)
- E. ablatus (Gauld & Sithole, 2002)
- E. aenigmatosus (Tolkanitz, 1999)
- E. aizankeanus (Kusigemati, 1971)
- E. albiceps (Walsh, 1873)
- E. albicinctus (Holmgren, 1873)
- E. albifrons (Cresson, 1868)
- E. albomarginatus (Szepligeti, 1901)
- E. alpinus (Zetterstedt, 1838)
- E. angularis (Kusigemati, 1971)
- E. annulicrus (Walsh, 1873)
- E. annulitarsis (Thomson, 1887)
- E. antennalis (Tolkanitz, 1992)
- E. antiquus (Haliday, 1838)
- E. antis (Tolkanitz, 2003)
- E. appendiculatus (Cameron, 1902)
- E. areolatus (Hedwig, 1939)
- E. argutus (Tolkanitz, 1993)
- E. armillosus (Townes & Townes, 1959)
- E. assimilis (Kusigemati, 1984)
- E. ater (Tolkanitz, 1993)
- E. atriceps (Walsh, 1873)
- E. atrofemoratus (Tolkanitz, 1993)
- E. avinus (Gauld & Sithole, 2002)
- E. belokobylskii (Tolkanitz, 2001)
- E. bessus (Gauld & Sithole, 2002)
- E. bicoloripes (Kusigemati, 1971)
- E. bifasciatus (Kusigemati, 1971)
- E. bimaculatus (Kusigemati, 1984)
- E. bolivari (Seyrig, 1927)
- E. borealis (Kusigemati, 1971)
- E. boxatus (Gauld & Sithole, 2002)
- E. britannicus (Morley, 1911)
- E. brutus (Townes & Townes, 1959)
- E. bryanti (Townes & Townes, 1959)
- E. canidens (Townes & Townes, 1959)
- E. capnodes (Townes & Townes, 1959)
- E. captus (Brues, 1910)
- E. carens (Tolkanitz, 2003)
- E. carnitus (Gauld & Sithole, 2002)
- E. carri (Schmiedeknecht, 1924)
- E. castaniventris (Brauns, 1896)
- E. caudatus (Kusigemati, 1971)
- E. cephalotes (Tolkanitz, 2007)
- E. certus (Tolkanitz, 2003)
- E. citripes (Thomson, 1887)
- E. cnemidotus (Townes & Townes, 1959)
- E. cohrsi (Habermehl, 1923)
- E. collaborator (Seyrig, 1934)
- E. compar (Seyrig, 1934)
- E. compressiventris (Ratzeburg, 1848)
- E. concitus (Tolkanitz, 2001)
- E. consimilis (Holmgren, 1858)
- E. convergens (Kusigemati, 1971)
- E. convexus (Tolkanitz, 2003)
- E. coronatus (Gravenhorst, 1829)
- E. coronellus (Morley, 1913)
- E. cuneatus (Townes & Townes, 1959)
- E. curvinus (Gauld & Sithole, 2002)
- E. daisetsuzanus (Kusigemati, 1987)
- E. delopius (Gauld & Sithole, 2002)
- E. denotatus (Townes & Townes, 1959)
- E. dentifrons (Townes & Townes, 1959)
- E. derasus (Tolkanitz, 2003)
- E. destitutus (Tolkanitz, 2003)
- E. dilatatus (Tolkanitz, 2003)
- E. dives (Bauer, 1942)
- E. dominus (Seyrig, 1934)
- E. dondus (Gauld & Sithole, 2002)
- E. dorsalis (Cresson, 1864)
- E. echigoensis (Kusigemati, 1987)
- E. elimatus (Townes & Townes, 1959)
- E. enodis (Townes & Townes, 1959)
- E. erythrinus (Holmgren, 1868)
- E. erythronotus (Gravenhorst, 1820)
- E. evetriae (Rohwer, 1920)
- E. evitus (Gauld & Sithole, 2002)
- E. externus (Townes & Townes, 1959)
- E. farmellus (Gauld & Sithole, 2002)
- E. fasciatus (Strobl, 1903)
- E. fastigatus (Townes & Townes, 1959)
- E. ferrugineus (Ashmead, 1896)
- E. ferus (Tolkanitz, 1993)
- E. fidus (Tolkanitz, 2003)
- E. firmus (Kusigemati, 1971)
- E. flavicaput (Morley, 1913)
- E. flavidus (Hellen, 1949)
- E. flavifacies (Kusigemati, 1984)
- E. flavifrons (Boheman, 1863)
- E. flavifrontalis (Davis, 1897)
- E. flavinotum (Morley, 1913)
- E. flavipes (Tolkanitz, 1999)
- E. flavomarginatus (Holmgren, 1856)
- E. flavonotatus (Kusigemati, 1983)
- E. fletcheri (Bridgman, 1884)
- E. flexus (Tolkanitz, 2003)
- E. flubinus (Gauld & Sithole, 2002)
- E. foveolatus (Schmiedeknecht, 1924)
- E. frater (Seyrig, 1934)
- E. frontellus (Holmgren, 1858)
- E. fuscipennis (Szepligeti, 1910)
- E. gascus (Gauld & Sithole, 2002)
- E. genualis (Townes & Townes, 1959)
- E. grandis (Tolkanitz, 2003)
- E. gratus (Tolkanitz, 2003)
- E. gravipes (Gravenhorst, 1820)
- E. gravis (Gravenhorst, 1829)
- E. guttatus (Tolkanitz, 1999)
- E. hakonensis (Ashmead, 1906)
- E. hiraniwensis (Kusigemati, 1971)
- E. hirsutus (Tolkanitz, 1993)
- E. hiulcus (Townes & Townes, 1959)
- E. hormus (Gauld & Sithole, 2002)
- E. horridus (Tolkanitz, 2001)
- E. humerator (Aubert, 1960)
- E. incidens (Thomson, 1887)
- E. intermedius (Morley, 1911)
- E. izbus (Gauld & Sithole, 2002)
- E. jacintus (Gauld & Sithole, 2002)
- E. kanayamensis (Kusigemati, 1971)
- E. karazini (Tolkanitz, 1993)
- E. kasparyani (Tolkanitz, 2001)
- E. kaszabi (Kusigemati, 1984)
- E. kozlovi (Tolkanitz, 2001)
- E. krellus (Gauld & Sithole, 2002)
- E. kusigematii (Tolkanitz, 2007)
- E. kuslitzkyi (Tolkanitz, 2003)
- E. lascus (Gauld & Sithole, 2002)
- E. latiareolus (Tolkanitz, 2003)
- E. latifasciatus (Kusigemati, 1971)
- E. latro (Seyrig, 1934)
- E. lenis (Tolkanitz, 2003)
- E. lentipes (Gravenhorst, 1829)
- E. leptomma (Chiu, 1962)
- E. lictor (Haliday, 1838)
- E. limbatus (Tolkanitz, 1993)
- E. lineifrons (Thomson, 1887)
- E. litus (Townes & Townes, 1959)
- E. longicaudis (Chiu, 1962)
- E. lucidus (Riggio & de Stefani, 1888)
- E. mandibularis (Cushman, 1922)
- E. mandschukuonis (Uchida, 1942)
- E. marginalis (Kusigemati, 1984)
- E. marklini (Holmgren, 1858)
- E. megadon (Townes & Townes, 1959)
- E. melanius (Tolkanitz, 1999)
- E. mesodon (Townes & Townes, 1959)
- E. mesorufus (Townes & Townes, 1959)
- E. mirus (Tolkanitz, 2003)
- E. mitratus (Gravenhorst, 1829)
- E. moeus (Gauld & Sithole, 2002)
- E. momoii (Tolkanitz, 2007)
- E. monticola (Tolkanitz, 1999)
- E. montivagus (Townes & Townes, 1959)
- E. morionellus (Holmgren, 1858)
- E. multicinctus (Strobl, 1904)
- E. muscanus (Gauld & Sithole, 2002)
- E. nasuzanus (Kusigemati, 1971)
- E. navitus (Gauld & Sithole, 2002)
- E. nigrifaciatus (Momoi, Kusigemati & Nakanishi, 1968)
- E. nigripalpis (Thomson, 1887)
- E. nigriparvus (Kusigemati, 1984)
- E. notatus (Holmgren, 1858)
- E. nubosus (Gauld & Sithole, 2002)
- E. obezus (Gauld & Sithole, 2002)
- E. obscurus (Tolkanitz, 1999)
- E. ochreatus (Townes & Townes, 1959)
- E. ornatus (Momoi & Kusigemati, 1970)
- E. oshimensis (Uchida, 1930)
- E. ostentatus (Davis, 1897)
- E. ozanus (Gauld & Sithole, 2002)
- E. pallipes (Motschoulsky, 1863)
- E. pappi (Kusigemati, 1984)
- E. parnassicus (Hedwig, 1939)
- E. passaventi (Seyrig, 1934)
- E. pedanticus (Gauld & Sithole, 2002)
- E. perfectus (Kusigemati, 1983)
- E. peroniae (Townes & Townes, 1959)
- E. pictus (Holmgren, 1858)
- E. pilosus (Tolkanitz, 2003)
- E. pleuralis (Cresson, 1864)
- E. plicatus (Tolkanitz, 1999)
- E. postfurcalis (Townes & Townes, 1959)
- E. posticus (Kusigemati, 1983)
- E. prosopius (Gravenhorst, 1829)
- E. protector (Seyrig, 1934)
- E. protuberans (Kolarov & Coruh, 2009)
- E. pubitus (Gauld & Sithole, 2002)
- E. pulchripes (Cresson, 1868)
- E. pullatus (Townes & Townes, 1959)
- E. punctatus (Kusigemati, 1984)
- E. puncticeps (Cameron, 1886)
- E. punctus (Holmgren, 1858)
- E. quadradens (Townes & Townes, 1959)
- E. quadrimaculatus (Schmiedeknecht, 1924)
- E. quozus (Gauld & Sithole, 2002)
- E. radialis (Uchida, 1932)
- E. ratzeburgi (Holmgren, 1858)
- E. ravetus (Gauld & Sithole, 2002)
- E. rectus (Tolkanitz, 1999)
- E. rombastus (Gauld & Sithole, 2002)
- E. rubellus (Gauld & Sithole, 2002)
- E. rubroater (Schmiedeknecht, 1924)
- E. rufator (Aubert, 1963)
- E. rufigaster (Kusigemati, 1971)
- E. rufipleuralis (Kusigemati, 1987)
- E. rufus (Brulle, 1846)
- E. russeus (Townes & Townes, 1959)
- E. rutilatus (Townes & Townes, 1959)
- E. saigusai (Kusigemati, 1983)
- E. scutellaris (Chiu, 1962)
- E. scutellatus (Morley, 1913)
- E. selenanae (Tolkanitz, 1999)
- E. semiflavus (Cushman, 1937)
- E. semilividus (Vollenhoven, 1875)
- E. semirufus (Cresson, 1868)
- E. separandus (Schmiedeknecht, 1924)
- E. septentrionalis (Holmgren, 1873)
- E. serozus (Gauld & Sithole, 2002)
- E. setaceous (Kusigemati, 1971)
- E. signatus (Habermehl, 1925)
- E. signifer (Townes & Townes, 1959)
- E. signifrons (Thomson, 1887)
- E. silus (Townes & Townes, 1959)
- E. similis (Tolkanitz, 1992)
- E. simulans (Tolkanitz, 2003)
- E. spilotus (Townes & Townes, 1959)
- E. spinalis (Townes & Townes, 1959)
- E. spurcus (Kusigemati, 1984)
- E. stenostoma (Townes & Townes, 1959)
- E. stenus (Chiu, 1962)
- E. stramineipes (Cameron, 1886)
- E. suborbitalis (Schmiedeknecht, 1924)
- E. suishanus (Uchida, 1932)
- E. suvanus (Gauld & Sithole, 2002)
- E. synosialis (Tolkanitz, 1999)
- E. szepligetii (Bajari, 1961)
- E. taigensis (Tolkanitz, 2001)
- E. tardigradus (Gravenhorst, 1829)
- E. taximus (Gauld & Sithole, 2002)
- E. teborus (Gauld & Sithole, 2002)
- E. tectus (Tolkanitz, 1993)
- E. tegularis (Ashmead, 1894)
- E. tenebrosus (Townes & Townes, 1959)
- E. tenius (Tolkanitz, 2003)
- E. testaceus (Tolkanitz, 1999)
- E. thomsoni (Schmiedeknecht, 1924)
- E. tibialis (Holmgren, 1858)
- E. transversus (Townes & Townes, 1959)
- E. tumulus (Gauld & Sithole, 2002)
- E. turgidus (Holmgren, 1858)
- E. tutor (Seyrig, 1934)
- E. tuxedus (Gauld & Sithole, 2002)
- E. ubus (Gauld & Sithole, 2002)
- E. ulanbaatorensis (Kusigemati, 1984)
- E. unidentatus (Uchida, 1952)
- E. upembaensis (Benoit, 1965)
- E. urzus (Gauld & Sithole, 2002)
- E. utilis (Tolkanitz, 2003)
- E. vafer (Holmgren, 1873)
- E. vanitus (Gauld & Sithole, 2002)
- E. variegatus (Tolkanitz, 1993)
- E. varipes (Tolkanitz, 1993)
- E. velatus (Tolkanitz, 2003)
- E. ventralis (Holmgren, 1858)
- E. ventricosus (Townes & Townes, 1959)
- E. vexator (Tolkanitz, 1993)
- E. villosus (Tolkanitz, 2003)
- E. virgatifrons (Townes & Townes, 1959)
- E. virus (Gauld & Sithole, 2002)
- E. vlops (Gauld & Sithole, 2002)
- E. voxanus (Gauld & Sithole, 2002)
- E. wabitus (Gauld & Sithole, 2002)
- E. washingtonensis (Davis, 1897)
- E. xanthopus (Cameron, 1902)
- E. xarus (Gauld & Sithole, 2002)
- E. xetus (Gauld & Sithole, 2002)
- E. yalupus (Gauld & Sithole, 2002)
- E. yasumatsui (Momoi, Kusigemati & Nakanishi, 1968)
- E. yorizus (Gauld & Sithole, 2002)
- E. zabus (Gauld & Sithole, 2002)
- E. zyxus (Gauld & Sithole, 2002)